# Benedictus Biscop

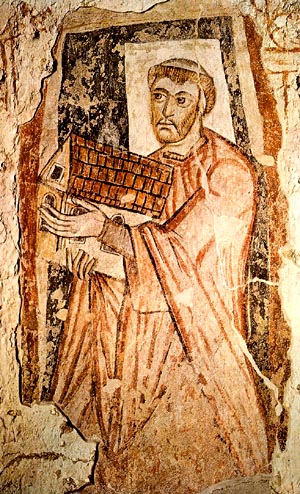
Benedictus Biscop

Benedictus Biscop (Northumbria, circa 628 – Wearmouth, 12 januari 690) was een Engelse kloosterstichter en heilige. Hij werd geboren in een adellijke Angelsaksische familie.
Tijdens zijn jeugd bracht hij heel wat tijd door aan het hof van koning Oswiu van Northumbria. Op zijn vijfentwintigste maakte Benedictus de eerste van zijn vijf bedevaarten naar Rome. Nadat hij was teruggekeerd in Engeland, introduceerde hij op zo veel mogelijk plaatsen de Roomse riten.
Toen hij in 668 weer in Rome was, werd hij door paus Vitalianus aangesteld als een van de adviseurs van Theodorus, de nieuwe aartsbisschop van Canterbury, een post die hij twee jaar lang bekleedde.
Tijdens zijn bedevaarten verzamelde hij verscheidene schilderijen, boeken en relikwieën voor de Wearmouth-Jarrow Abbey die hij gesticht had. Benedictus liet in zijn kloosters Roomse gezangen aanleren en voerde het bouwen van stenen kerken in in Engeland.
Zijn feestdag valt op 12 januari.